# بروکینیا
بروکینیا (نام علمی: Brocchinia) نام یک سرده از خانواده آناناسیان است.